# Єсипенко Владислав Леонідович
Владисла́в Леоні́дович Єсипе́нко (нар. 13 березня 1969, Кривий Ріг, УРСР) — український громадянський журналіст-фрилансер. Працював позаштатним кореспондентом Кримської редакції Радіо Свобода. У березні 2021 року був затриманий російськими спецслужбами в тимчасово окупованому Криму та засуджений за сфальсифікованими обвинуваченнями. Міжнародні правозахисні організації розцінили його арешт і ув'язнення як політично вмотивовані. Провів понад чотири роки за ґратами, піддавався катуванням. Звільнений 20 червня 2025 року в результаті переговорів, за участю української влади та міжнародних партнерів.

## Життєпис
Народився 13 березня 1969 року в Кривому Розі. Закінчив музичну школу, кандидат у майстри спорту. Працював у сфері нерухомості. У 2013 році переїхав до Криму, але після початку тимчасової окупації Автономної Республіки Крим Російською Федерацією у 2014 році, вже у 2015 році повернувся до Кривого Рогу.

## Журналістська діяльність
Після російської окупації Криму у 2014 року Єсипенко співпрацював із різними засобами масової інформації. У 2016 році розпочав роботу як журналіст-фрилансер із проєктом «Крим.Реалії», що висвітлює події на півострові після окупації. Під час поїздок до тимчасово окупованого Криму готував матеріали для українських медіа, зосереджуючись переважно на соціальних, культурних і екологічних темах.
У репортажах висвітлював життя кримчан, проводив опитування громадської думки, зокрема стосовно ситуації з пандемією COVID-19. Також підготував матеріал про Бакальську косу, з якої, за його даними, вивозили пісок для будівництва Керченського мосту та траси «Таврида», що призвело до значного знищення природного об'єкта. Одним із його крайніх проєктів стало відеоінтерв'ю з літньою жінкою з Ялти, яка виконувала українські пісні на вулиці. Цей матеріал так і не був оприлюднений через арешт журналіста.

## Арешт і судове переслідування
10 березня 2021 року В. Єсипенка затримали співробітники ФСБ РФ у тимчасово окупованій АР Крим за підозрою у шпигунстві та зберіганні вибухового пристрою. За день до цього він знімав акцію до дня народження Тараса Шевченка в Сімферополі. Після затримання Єсипенко заявив, що його катували електричним струмом і змусили дати свідчення проти себе.
16 лютого 2022 року російський суд у тимчасово окупованій Автономній Республіці Крим засудив Єсипенка до шести років позбавлення волі та штрафу. Апеляційна інстанція в серпні 2022 року частково пом'якшила вирок, скоротивши термін до п'яти років ув'язнення.

### Арешт
9 березня 2021 року перебував у Сімферополі, де приєднався до покладання квітів до пам'ятника Тарасові Шевченку з нагоди дня народження поета.
10 березня 2021 року вранці Єсипенка затримали співробітники ФСБ РФ на трасі на Ангарському перевалі (АР Крим), за участі працівників російської Державтоінспекції. За словами самого журналіста, під час обшуку в автомобілі йому підкинули ручну гранату.
ФСБ РФ офіційно повідомила про затримання В. Єсипенка лише 16 березня 2021 року, стверджуючи, що в його автомобілі було виявлено ручну гранату РГД-5, яку він начебто дістав зі схованки поблизу села Правда Первомайського району Криму для «самооборони».
Відразу після затримання журналісту призначили російську державну адвокатку. Вона запевняла, що Єсипенко був затриманий 11 березня і почувається добре, однак фактично того дня його вже вивозили з Сімферопольського СІЗО в інший район Криму. Адвокатка заохочувала Єсипенка до визнання провини нібито в обмін на пом'якшення покарання.
Єсипенко повідомив, що його катували електричним струмом і морально тиснули з метою змусити дати свідчення проти себе. 12 березня 2021 року йому висунули обвинувачення за ч. 1 ст. 223-1 Кримінального кодексу РФ (незаконне виготовлення вибухових речовин і пристроїв) і обрали запобіжний захід — арешт на два місяці. Лише 6 квітня 2021 року до журналіста допустили незалежного адвоката. Того ж дня під час судового засідання Єсипенко відмовився від попередніх зізнань, заявивши про застосування до нього тортур, і назвав інтерв'ю показане 18 березня на телеканалі «Крым 24» неправдивим. Підконтрольний РФ суд проігнорував заяви журналіста про катування.

### Судовий процес
15 липня 2021 року підконтрольний РФ суд у Сімферополі визнав Єсипенка винним за статтями 222 і 223-1 КК РФ.
Справа Єсипенка отримала міжнародний розголос. 16 грудня 2021 року Генеральна Асамблея ООН ухвалила оновлену резолюцію про ситуацію з правами людини в тимчасово окупованому Криму, де, зокрема, згадано й про його переслідування.
16 лютого 2022 року РФ засудила Владислава Єсипенка до 6 років колонії загального режиму та штрафу в розмірі 110 тисяч рублів. У серпні 2022 року російський апеляційний суд зменшив термін ув'язнення до п'яти років. Журналіст відбував покарання в колонії № 2 міста Керч.

### Міжнародна реакція
Арешт та засудження Єсипенка викликали значний міжнародний резонанс і були засуджені правозахисними та журналістськими організаціями як політично вмотивоване переслідування. Міжнародні правозахисні організації, зокрема Amnesty International, Human Rights Watch, Комітет захисту журналістів (CPJ), Репортери без кордонів (RSF) та правозахисний центр «Меморіал», виступили із закликами негайно звільнити Єсипенка. Організації зазначали, що його арешт порушує базові стандарти свободи слова і є частиною ширшої кампанії тиску на незалежну журналістику в тимчасово окупованому Криму.
Радіо Свобода, з яким співпрацював Єсипенко, також неодноразово вимагало його звільнення, заявляючи, що він виконував виключно журналістську роботу, і що справа політичними репресіями.
У 2021 році ОБСЄ та ЄС висловили занепокоєння щодо умов утримання журналіста, порушення його права на захист і застосування тортур. У резолюціях зазначалося, що затримання Єсипенка є порушенням міжнародного гуманітарного права і прав людини.
Державний департамент США і представники урядів низки європейських країн (зокрема Німеччини, Франції та Великої Британії) закликали РФ звільнити Єсипенка.
У день роковин затримання Єсипенка в різних країнах проходили акції на його підтримку. Українські дипломати, представники медіа та правозахисники неодноразово порушували це питання на міжнародних платформах, зокрема в ООН та Парламентській асамблеї Ради Європи.
Міжнародна коаліція One Free Press Coalition включила справу Єсипенка до списку «10 найтерміновіших» випадків порушення свободи преси у світі.

## Звільнення
20 червня 2025 року Єсипенко вийшов на свободу після понад чотирьох років ув'язнення та катувань. Його звільнення стало можливим завдяки міжнародним зусиллям.

## Нагороди
- «Barbey Freedom to Write Award (англ.)» від організації ПЕН-клуб Америки (2022)[12]
- Вільна преса Східної Європи (2022)[13]
- Національна премія НСЖУ за захист свободи слова імені Ігоря Лубченка